# الملاحظات (أبل)
تطبيق المُلاحظات هو برنامج تدوين مُلاحظات والمقالات والصور وغيرها. يتم تضمينهُ على أجهزة آي أو إس بشكلٍ افتراضي، ويسهل مُعرَّف آبل الخاص بالمستخدم مزامنة جميع ملاحظاته. من المحتمل أن توجد كلمة مرور على جهاز آبل أو فيس آي دي، تُمَكِّن للمُستخدم حماية مُلاحظاته بكلمة مرور.

## نُسَخ آي أو إس

### آي أو إس 9
قبل آي أو إس 9، كانت البرنامج ذو مِيزات محدودة للغاية، ولكن بعد تحديث آي أو إس 9، تم وضعها الآن في نفس الدوري مثل الأعمال الثقيلة. وقد تم إجراء التحديث في 22 مارس 2016 مع تضمين المُلاحظات المحميَّة بكلمة مرور.

### آي أو إس 10
في هذا الإصدار أُضيفت مِيزة التعاون وتُفيد إلى أنَّ المُستخدم الذي أنشأ مُلاحظةً ما فستكون لديه القدرة على دعوة الأشخاص لعرض الملاحظة والمساهمة فيها. حيث يجب النقر على أيقونة التعاون الجديدة، (وهي شارة صفراء مستديرة) ثُمَّ اختيار علامة +. يُمكن إرسال دعوات عبر الرسائل النصيَّةغاالتغㅕㄷ학루허ㅓㅓㅇㅈ ㅓ청브웉ㅁ أو البريد الإلكتروني أو عن طريق نسخ رابط ثُمَّ مُشاركته.

## نُسَخ ماك أو إس
هذا التطبيق مُضاف مِن شركة آبل إلى ماك أو إس وهو يتضمن نفس تصميم التطبيق الموجود سابقًا على نظام آي أو إس في هواتف آبل. التطبيق يُقدم عِدَّة خصائص على سطح المكتب، أهمها إمكانيَّة تثبيت نوافِذ المُلاحظات على سطح المكتب. وحتى مع إغلاق التطبيق تبقى النافذة موجودة مع إمكانية تعديل المُحتوى، ليضمن المُستخدم عدم نسيان ما كتبهُ مِن ملاحظة.

### ماك أو إس هاي سييرا
في تحديث إصدار «ماك أو إس هاي سييرا» القادم، لن يحتوي التطبيق على العديد مِن الميزات الجديدة كما حصل في آخر بعض إصدارات من ماك أو إس. لكنَّ تطبيق تدوين الملاحظات مِن آبل يصبح أكثر مرونة قليلًا مع إضافة الجداول، وأكثر تنظيمًا قليلًا بفضل القدرة على تثبيت الملاحظات في أعلى القائِمة.

## وصلات خارجيَّة
- (بالعربية) "استخدام تطبيق "الملاحظات" على iPhone وiPad وiPod touch". دعم آبل. مؤرشف من الأصل في 2022-08-05. اطلع عليه بتاريخ 2022-10-10.
- مُعاينة للبرنامج على آب ستور